# اسنارگیت
اسنارگیت (به انگلیسی: Snargate) یک روستا و محله مدنی در بریتانیا است که در Folkestone and Hythe واقع شده‌است. اسنارگیت ۱۳۴ نفر جمعیت دارد.